# Нунан, Томми
Томми Нунан (англ. Tommy Noonan), имя при рождении Томас Патрик Нун (англ. Thomas Patrick Noone; 29 апреля 1921 — 24 апреля 1968) — американский актёр, сценарист и продюсер 1930—1960-х годов.
Более всего Нунан известен по ролям Гаса Эсмонда, богатого жениха Лорелей Ли (Мерилин Монро) в фильме «Джентльмены предпочитают блондинок» (1953), музыканта Дэнни Макгуйара в фильме «Звезда родилась» (1954), а также банкира в фильме нуар «Жестокая суббота» (1955). Нунан также сыграл небольшие роли (часто без указания в титрах) в таких фильмах, как «Бедлам» (1946), «Катастрофа» (1946), «Рождённый убивать» (1947), «Подстава» (1949), «Ребро Адама» (1949), «Поле битвы» (1949) и «Модель и сваха» (1951).

## Ранние годы и начало карьеры
Томми Нунан родился 29 апреля 1921 года в Беллингхеме, Вашингтон, в семье эстрадного комика и учительницы музыки, его имя при рождении Томас Патрик Нун.
В 1934 году ещё подростком Нунан вместе со своим старшим сводным братом Джоном Айрлендом дебютировал на сцене в экспериментальном театре в Нью-Йорке. Некоторое время он учился в Нью-Йоркском университете, а в начале 1940-х годов основал собственный репертуарный театр.
Во время Второй мировой войны Нунан служил в ВМС США, после чего вновь вернулся к актёрской карьере. В 1944 Нунан дебютировал на бродвейской сцене в спектакле «Люди в море» (1944), после чего с ним подписала контракт голливудская студия RKO Pictures. В 1961 году Нунан вернулся на Бродвей, чтобы сыграть в спектакле «Как сделать мужчину» (1961).

## Карьера в кинематографе
После подписания контракта с компанией RKO Pictures Нунан переехал в Голливуд, где в 1945 году дебютировал в музыкальной комедии «Скандалы Джорджа Уайта» (1945). В том же году он сыграл в криминальном экшне «Дик Трейси» (1945), а год спустя получил небольшие роли в десяти фильмах, среди которых фильм ужасов Марка Робсона «Бедлам» (1946) с Борисом Карлоффом в главной роли, фильм нуар с Лоуренсом Тирни «Шаг за шагом» (1946), фильм нуар с Пэтом О‘Брайеном «Катастрофа» (1946) и мелодрама военного времени с Джоан Фонтейн «Начиная с этого дня» (1946).
В 1947 году у Нунана были роли ещё в восьми фильмов, включая фильм нуар Роберта Уайза «Рождённый убивать» (1947) и приключенческая комедия с О‘Брайеном «Отбросы общества» (1947), а в 1948 году он сыграл лишь в двух фильмах, включая фильм нуар «Открытый секрет» (1948), главную роль в котором исполнил его сводный брат Джон Айрленд. К этому времени Айрленд, уже ставший известным киноактёром, женился на актрисе Джоан Дрю, братом которой был поющий актёр Питер Маршалл. Используя свой богатый опыт комедийного актёра и пародиста, Нунан образовал с Маршаллом комедийный дуэт, который с умеренным успехом выступал в клубах и на телевидении, включая программу «Любимец города» (1948).
Во время одного из спадов в работе дуэта с Маршаллом Нунан добился определённого успеха как актёр второго плана в кино. Так, в 1949 году он появился в шести фильмах, среди которых такие значимые картины, как боксёрский фильма нуар Роберта Уайза «Подстава» (1949), романтическая комедия со Спенсером Трейси «Ребро Адама» (1949), военный экшн Уильяма Уэллмана «Поле битвы» (1949), фильм нуар Ричарда Флейшера «Попавший в ловушку» (1949) и вестерн Сэмюэла Фуллера «Я застрелил Джесси Джеймса» (1949). Год спустя у Нунана было лишь два фильма, в том числе вестерн «Возвращение Джесси Джеймса» (1950), в котором Айрленд сыграл главную роль.

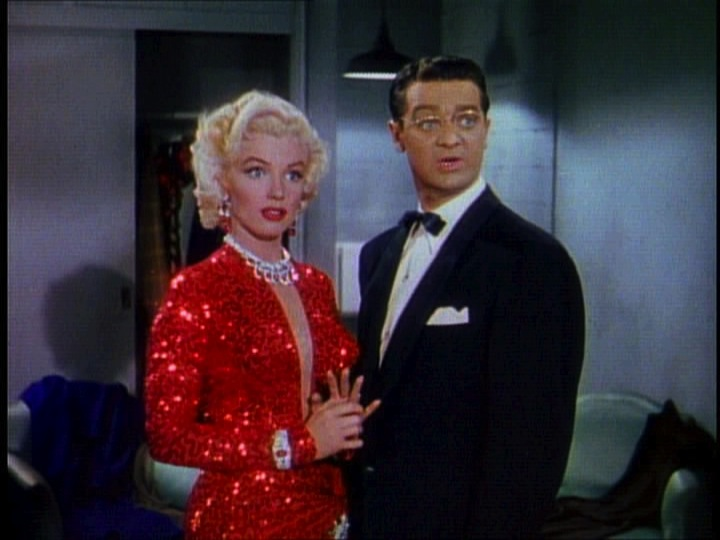
Мерилин Монро и Томми Нунан в фильме «Джентльмены предпочитают блондинок» (1953)

В 1951 году Нунан сыграл небольшие роли в романтической комедии Джорджа Кьюкора «Модель и сваха» (1951) а также сыграл вместе с Маршаллом в боевике с Сизаром Ромеро «Город, который он обжигает» (1951) и в звёздном музыкальном киноревю Роя Дель Рута «Звёздный лифт» (1951). После годичного перерыва Нунан сыграл в двух своих самых успешных фильмах -«Джентльмены предпочитают блондинок» (1953) и «Звезда родилась» (1954). В комедии Говарда Хоукса «Джентльмены предпочитают блондинок» (1953) Нунан «выглядел достойно» в роли Гаса Эсмонда, недалёкого богатого жениха певицы Лорели Ли (которую играет Мерилин Монро). В музыкальной мелодраме Джорджа Кьюкора «Звезда родилась» (1954) Нунан сыграл драматическую роль пианиста, который платонически влюблён в главную героиню, певицу (Джуди Гарленд). За роль в этом фильме Нунан «получил некоторые из самых лучших киноотзывов в своей карьере».
В 1955 году Нунан сыграл памятную роль банковского управляющего с вуайеристскими наклонностями в фильме нуар Ричарда Флейшера «Жестокая суббота» (1955), а также в комедии с Бетти Грейбл «Как стать очень, очень популярной» (1955). Год спустя Нунан сыграл назойливого администратора магазина в музыкальной романтической комедии «Свёрток для Джоя» (1956), а также появился в романтической комедии с Оливией де Хэвилленд «Дочь посла» (1955), музыкальном байопике с Гордоном Макреем «Лучшие вещи в мире бесплатны» (1956), а затем — в музыкальной комедии с Джейн Пауэлл «Самая подходящая девушка» (1957).

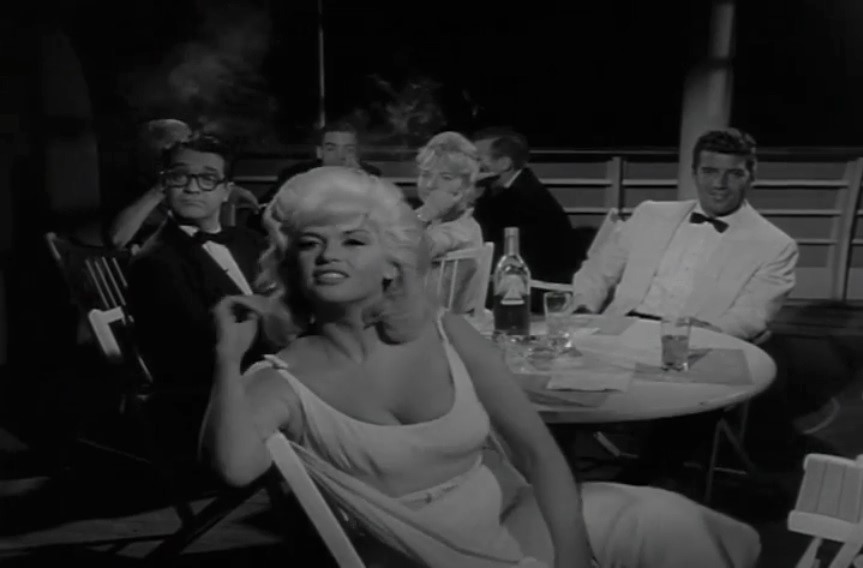
Томми Нунан, Джейн Мэнсфилд и Микки Харгитаи в фильме «Обещания! Обещания!» (1963)

В 1959 году Нунан воссоединился с Маршаллом, продолжив совместные выступления на телевидении и в ночных клубах. В 1959 году они сыграли главные роли в комедии «Новичок» (1959), автором сценария и продюсером которой был сам Нунан. Картина полностью провалилась, как и следующий их совместный фильм, также комедия «В ритме свинга» (1961). После последнего фильма дуэт распался. Питер Маршалл стал ведущим популярной телеигры, а Нунан добился неоднозначной известности как продюсер, сценарист и исполнитель главных ролей двух романтических комедий — «Обещания! Обещания!» (1963) с Джейн Мэнсфилд и «Три гайки в поисках болта» (1964) с Мейми Ван Дорен. Оба фильма, по словам кинокритика Гэри Брамбурга, «были полной катастрофой». Последний раз Нунан работал в кино в качестве продюсера музыкальной комедии «Подбирающие хлопок куриные ножки» (1967).

## Карьера на телевидении
В период с 1955 по 1967 год Нунан сыграл в 39 эпизодах 25 различных телесериалов, среди которых «Миллионер» (1959), «Перри Мейсон» (1961), Шоу Реда Скелтона (1963), «Семья Маккой» (1963), «Три моих сына» (1966), «Бэтмен» (1967) и «Гомер Куча, морпех» (1967).

## Личная жизнь
С 1947 по 1952 год Нунан был женат на Люсиль Барнс (англ. Lucile Barnes). У пары родилось двое детей, однако брак закончился разводом. В 1952 году Нунан женился на профессиональной танцовщице Кэрол Лэнгли (англ.  Carole Langley), с которой прожил до своей смерти в 1968 году. У пары было четверо детей — Сьюзен, Винсент, Тимоти и Кэтлин (Кейт).

## Смерть
В 1967 году Нунану провели операцию по поводу опухоли головного мозга. Однако восемь месяцев спустя, 24 апреля 1968 года Томми Нунан умер от рака мозга в больнице для актёров кино и телевидения в Вудленд-Хиллз, Лос-Анджелес. Он не дожил пять дней до своего 47-летия.

## Фильмография
| Год  |     | Русское название                        | Оригинальное название                   | Роль                                                                   |
| ---- | --- | --------------------------------------- | --------------------------------------- | ---------------------------------------------------------------------- |
| 1938 | ф   | Город мальчиков                         | Boys Town                               | Ред (в титрах не указан)                                               |
| 1945 | кор | Большая говядина                        | The Big Beef                            | курьер                                                                 |
| 1945 | ф   | Дик Трейси                              | Dick Tracy                              | Джонни Моко (в титрах не указан)                                       |
| 1945 | ф   | Скандалы Джорджа Уайта                  | George White's Scandals                 | Джо (в титрах не указан)                                               |
| 1945 | кор | Что, нет сигарет?                       | What, No Cigarettes?                    | торговец сигаретами (в титрах не указан)                               |
| 1946 | ф   | Бамбуковая блондинка                    | The Bamboo Blonde                       | художественный отдел                                                   |
| 1946 | ф   | Динг Донг Уильямс                       | Ding Dong Williams                      | Занг                                                                   |
| 1946 | ф   | Правда об убийстве                      | The Truth About Murder                  | Джонси                                                                 |
| 1946 | ф   | Бедлам                                  | Bedlam                                  | 1-й каменщик (в титрах не указан)                                      |
| 1946 | ф   | Катастрофа                              | Crack-Up                                | продавец конфет (в титрах не указан)                                   |
| 1946 | ф   | Уголовный суд                           | Criminal Court                          | таксист (в титрах не указан)                                           |
| 1946 | ф   | С этого дня                             | From This Day Forward                   | Макси, продавец у стойки с закусками (в титрах не указан)              |
| 1946 | ф   | Ритм речной лодки                       | Riverboat Rhythm                        | бармен в колониальной гостинице (в титрах не указан)                   |
| 1946 | ф   | Шаг за шагом                            | Step by Step                            | продавец (в титрах не указан)                                          |
| 1946 | ф   | Отпуск в Рино                           | Vacation in Reno                        | работник магазина военных излишков (в титрах не указан)                |
| 1946 | кор | Блюз Уолл-стрит                         | Wall Street Blues                       | в номере с вращающимся портретом (в титрах не указан)                  |
| 1946 | кор | Опасайся рыжих                          | Beware of Redheads                      | ассистент врача (в титрах не указан)                                   |
| 1947 | ф   | Большой сговор                          | The Big Fix                             | Энди Ролинс                                                            |
| 1947 | ф   | Карнавал комедии Хэла Роача             | The Hal Roach Comedy Carnival           | лифтёр                                                                 |
| 1947 | ф   | Пропавший медовый месяц                 | Lost Honeymoon                          | грубиян (в титрах не указан)                                           |
| 1947 | кор | Следуй за этой музыкой                  | Follow That Music                       |                                                                        |
| 1947 | ф   | Очень круто                             | Beat the Band                           | Тоби (в титрах не указан)                                              |
| 1947 | ф   | Рожденный убивать                       | Born to Kill                            | коридорный (в титрах не указан)                                        |
| 1947 | ф   | Невероятный Джо                         | The Fabulous Joe                        | лифтёр (в титрах не указан)                                            |
| 1947 | ф   | За тебя я умру                          | For You I Die                           | заносчивый мужчина (в титрах не указан)                                |
| 1947 | ф   | Вероятная история                       | A Likely Story                          | таксист (в титрах не указан)                                           |
| 1947 | ф   | Отбросы общества                        | Riff-Raff                               | первый нищий в кабаре (в титрах не указан)                             |
| 1948 | ф   | Патруль в джунглях                      | Jungle Patrol                           | лейтенант «Хэм» Хэмилтон                                               |
| 1948 | ф   | Открытый секрет                         | Open Secret                             | Боб, завсегдатай бара                                                  |
| 1949 | ф   | Я обманул закон                         | I Cheated the Law                       | Грустный Сэм                                                           |
| 1949 | ф   | Я застрелил Джесси Джеймса              | I Shot Jesse James                      | Чарльз Форд                                                            |
| 1949 | ф   | Ребро Адама                             | Adam's Rib                              | репортёр (в титрах не указан)                                          |
| 1949 | ф   | Поле битвы                              | Battleground                            | рядовой Страгглер (в титрах не указан)                                 |
| 1949 | ф   | Подстава                                | The Set-Up                              | щёголь на улице (в титрах не указан)                                   |
| 1949 | ф   | Попавший в ловушку                      | Trapped                                 | банковский кассир (в титрах не указан)                                 |
| 1949 | с   | Пусть будут звёзды                      | Let There Be Stars                      | пилот (1 эпизод)                                                       |
| 1950 | ф   | Отпускной ритм                          | Holiday Rhythm                          | хирург                                                                 |
| 1950 | ф   | Возвращение Джесси Джеймса              | The Return of Jesse James               | Чарли Форд                                                             |
| 1951 | ф   | Город, который он обжигает              | F.B.I. Girl                             | Томми, комик на телевидении                                            |
| 1951 | ф   | Модель и сваха                          | The Model and the Marriage Broker       | молодой клерк (в титрах не указан)                                     |
| 1951 | ф   | Со звёздами на борту                    | Starlift                                | в составе дуэта в Питером Машраллом (в титрах не указан)               |
| 1953 | ф   | Джентльмены предпочитают блондинок      | Gentlemen Prefer Blondes                | Гас Эсмонд-младший                                                     |
| 1954 | ф   | Звезда родилась                         | A Star Is Born                          | Дэнни Макгуайр                                                         |
| 1955 | ф   | Как быть очень, очень популярным        | How to Be Very, Very Popular            | Эдди Джонс                                                             |
| 1955 | ф   | Жестокая суббота                        | Violent Saturday                        | Гарри Ривз, управляющий банком                                         |
| 1956 | ф   | Дочь посла                              | The Ambassador's Daughter               | капрал Эл О”Коннор                                                     |
| 1956 | ф   | Всё лучшее в жизни — бесплатно          | The Best Things in Life Are Free        | Карл Фрисби                                                            |
| 1956 | ф   | Свёрток для Джоя                        | Bundle of Joy                           | Фредди Миллер                                                          |
| 1956 | с   | Это великолепная жизнь                  | It's a Great Life                       | Томми (1 эпизод)                                                       |
| 1956 | с   | Театр комедии Эдди Кантора              | The Eddie Cantor Comedy Theater         | Боб (1 эпизод)                                                         |
| 1957 | ф   | Самая подходящая девушка                | The Girl Most Likely                    | Базз                                                                   |
| 1959 | ф   | Новобранец                              | The Rookie                              | рядовой Томас Патрик «Томми» Нунан / моряк на японской подводной лодке |
| 1959 | ф   | Новобранец                              | The Rookie                              | сценарист, продюсер                                                    |
| 1959 | с   | Миллионер                               | The Millionaire                         | Джим Хейс (1 эпизод)                                                   |
| 1961 | ф   | В ритме свинга                          | Swingin' Along                          | Фредди                                                                 |
| 1961 | с   | Перри Мейсон                            | Perry Mason                             | Чарли Хэтч (1 эпизод)                                                  |
| 1962 | с   | Театр «Дженерал Электрик»               | General Electric Theater                | Линкольн Уилер (1 эпизод)                                              |
| 1963 | ф   | Обещания! Обещания!                     | Promises..... Promises!                 | Джефф Брукс                                                            |
| 1963 | ф   | Обещания! Обещания!                     | Promises..... Promises!                 | сценарист, продюсер                                                    |
| 1963 | с   | Семья Маккой                            | The Real McCoys                         | Говард (1 эпизод)                                                      |
| 1963 | с   | Шоу Рэда Скелтона                       | The Red Skelton Show                    | Цезарь (1 эпизод)                                                      |
| 1964 | ф   | Три болта и гайка                       | 3 Nuts in Search of a Bolt              | Том                                                                    |
| 1964 | ф   | Три болта и гайка                       | 3 Nuts in Search of a Bolt              | сценарист, продюсер, режиссёр                                          |
| 1965 | с   | Валентинов день                         | Valentine's Day                         | Джордж Рэндолф (1 эпизод)                                              |
| 1966 | с   | Джеки Глисон: Журнал американской сцены | Jackie Gleason: American Scene Magazine | приглашённый комик (1 эпизод)                                          |
| 1966 | с   | Три моих сына                           | My Three Sons                           | Боб Джонли (1 эпизод)                                                  |
| 1967 | ф   | Подбирающие хлопок rуриные ножки        | Cottonpickin' Chickenpickers            | Птицепёс Берриган                                                      |
| 1967 | с   | Бэтмен                                  | Batman                                  | Джолли Джексон (1 эпизод)                                              |
| 1967 | с   | Гомер Куча, морпех                      | Gomer Pyle: USMC                        | Джонни Кларк (1 эпизод)                                                |